# Normativa
Se entiende por normatividad o normativa a las formas institucionales a través de las cuales el comportamiento es configurado socialmente. Estas son normas jurídicas que regulan la conducta y confieren o imponen en contra la moral, que tiende a la perfección del individuo y al desarrollo de su consciencia, por otro lado la norma religiosa que vela por la "salud" del ser humano en el reencuentro de amor con su Dios.
Las  normas morales persiguen la perfección de cada uno dentro de una sociedad y las religiosas buscan que se cumpla con el "mandato" o "principios" que fija cada religión, sin embargo, ambas coinciden en que se trata de normas internas de los individuos de manera personal en sociedad.
- Reglas externas: son las que normen las conductas de la sociedad de un modo definido cuando dicha regulación sea garantizada efectivamente y conocida como norma jurídica, además poseen un carácter de obligatorio para toda la sociedad y permiten que una o varias personas celebren actos que tengan consecuencias jurídicas, válidas como una adopción.

Estas normas jurídicas pueden ser de origen legislativo, jurisprudencial (sentencias), consuetudinario (contratos), administrativos o consensual. Por esto, se trata de un conjunto de normas que confieren obligaciones y otorgan derechos.
Se conoce por normativa todo consenso establecido de manera social, que toma fuerza sujetando al individuo a la obligatoriedad. Esta normativa puede ser autónoma o heterónoma. Al igual que la ley, esta posee eficacia o ineficacia/ validez o invalidez , diferenciando que la ley tiene mayor poder y está un escalafón más arriba (partiendo de que el 1.º sería la base, o sea, la "constitución").